# Louise Victoire d’Orléans

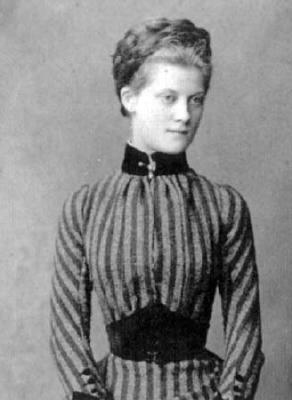
Louise um 1891, Fotografie von Karl Joss, Rosenheim

Louise Victoire d’Orléans, voller Name Louise Victoire Marie Amelie Sophie d’Orléans, (* 19. Juli 1869 Teddington (heute London); † 4. Februar 1952 in München) war ein Mitglied des Hauses Orléans und durch Heirat Prinzessin von Bayern.

## Leben

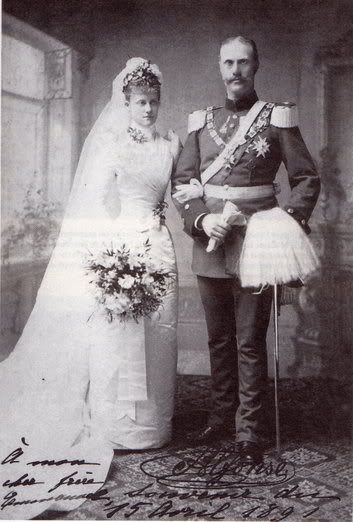
Hochzeit Louise d'Orléans und Alfons von Bayern (1891)

Louise Victoire war die Tochter von Ferdinand d’Orléans, Herzog von Alençon und seiner Ehefrau Sophie Charlotte in Bayern, jüngste Tochter von Herzog Max Joseph in Bayern und Ludovika von Bayern. Sie heiratete im Jahre 1891 auf Schloss Nymphenburg ihren Cousin 2. Grades, den Prinzen Alfons von Bayern, Sohn Adalberts von Bayern und dessen Frau, der Infantin Amalia del Pilar von Spanien. Alfons hatte anfänglich Louise Victoires Cousine Marie Valerie von Österreich heiraten sollen, doch ein erstes Treffen der beiden gestaltete sich derart langweilig, dass es zu keiner Hochzeit kam.
Aus der Ehe zwischen Louise Victoire und Alfons stammen:
- Joseph Clemens (1902–1990), Kunsthistoriker
- Elisabeth Maria Anna (1913–2005)

⚭ 1939 Franz Josef von Kageneck (1915–1941)
⚭ 1944–1953 Ernst Küstner (* 1920)